# Titán (keresztnév)
A Titán görög eredetű férfinév, eredetileg a görög istenek régebbi nemzedékét nevezték titánoknak, jelentése: óriás. Női párja: Titánia.

## Gyakorisága
Az 1990-es években szórványos név, a 2000-es években nem szerepel a 100 leggyakoribb férfinév között.

## Névnapok
- február 6.[2]